# 倪贻德
倪贻德（1901年—1970年），笔名尼特，浙江杭州人，中国油画艺术家、美术理论家、美术教育家、小说家，中国美术家协会原理事。